# A király és a bohóc
A király és a bohóc (hangul: 왕의 남자, Vangi namdzsa, handzsa: 王의 男子, RR: Wang-ui Namja; eredeti címe: King and the Clown) 2005-ben bemutatott dél-koreai film Kam Uszong (감우성, Kam Woo-seong), I Dzsungi (이준기, Lee Joon-gi) és Csong Dzsinjong (정진영, Jung Jin-young) főszereplésével. A kis költségvetésű, híres sztárokat nélkülöző film rendkívüli sikert ért el hazájában, vetítésekor minden idők legsikeresebb koreai filmje volt, több mint 12 millió nézővel. A film forgatókönyve Kim Theung (김태웅, Kim tae-woong) I (이 / 爾, Yi) című színműve alapján készült és számos rangos filmes díjat elnyert, valamint pillanatok alatt sztárrá emelte I Dzsungit (이준기, Lee Joon-git). Dél-Korea A király és a bohócot indította a 2006-os legjobb idegen nyelvű filmnek járó Oscar-díjért. A film a hagyományos koreai utazó cirkuszok (szadangphe (사당패, sadangpe)) és az udvari komédiások (kondzsunggvande (궁중광대, gongjungkwangdae)) világát mutatja be, élesen szembe állítva a könyörtelen Jonszangun királlyal, és mindeközben személyes drámákat kibontakoztatva. Bár a film a háttérben meghúzódó, homoszexualitást felvonultató jeleneteiről vált híressé, az alkotók nem LMBT-filmnek szánták, nem a szereplők közötti szexualitás a film központi témája.

## Történet
|  | Alább a cselekmény részletei következnek! |

Csangszeng (Jang-saeng) és Konggil (Gong-gil) vándorkomédiások, akrobatikus kötélmutatványokat és szatirikus színdarabokat adnak elő. Főnökük az így szerzett pénz kiegészítése gyanánt gyakorta áruba bocsátja Konggil (Gong-gil)t, a fiú szinte már nőies szépsége ugyanis megbabonázza az előadásokat figyelő nemes urakat. Csangszeng (Jang-saeng), akivel Konggil (Gong-gil) szoros barátságban van, gyűlöli nézni, hogy a fiút úton-útfélen prostitúcióra kényszerítik, és egy nap nem bírja már tovább és szembeszáll a társulat vezetőjével. Dulakodás közben, amikor a főnök el akarja törni Csangszeng (Jang-saeng) lábát, s ezzel koldussorba kényszeríteni, Konggil (Gong-gil) hátba szúrja a férfit, hogy megmentse társát. Csangszeng (Jang-saeng) és Konggil (Gong-gil) elmenekülnek, és Csangszeng (Jang-saeng) azt javasolja, menjenek Hanjangba, a fővárosba, ott biztosan jól megfizetik a komédiásokat.
Hanjangban a két férfi beáll egy helyi társulatba, akikkel közösen igen merész darabot visznek színre: a királyt és ágyasát, Nokszut (Nok-sut) parodizálják, meglehetősen alpári stílusban. Az előadás nagy sikert arat a nép körében, azonban szemtanúja lesz a király főeunuchja, Cshoszon (Cheo-seon) is, aki felháborítónak véli a darabot és halálra akarja korbácsoltatni a társulat tagjait. Kétségbeesésében Csangszeng (Jang-saeng) egyezséget köt az eunuchhal: ha a darabbal sikerül megnevettetni a királyt, elengedi őket, ha nem, akkor viszont bitófán végzik.
A palotában a társulat reszketve adja elő az idegrohamairól hírhedt király előtt a pikáns darabot. Mindenki legnagyobb meglepetésére, a királynak tetszik a szabad szellemű előadás, s még inkább tetszik neki a csinos Konggil (Gong-gil). Miniszterei ellenállására fittyet hányva a király udvari komédiásokká nevezi ki a társulatot, s nap mint nap magához hívatja Konggil (Gong-gil)t, aki külön bábjátékkal szórakoztatja az uralkodót. A király egyre inkább Konggil (Gong-gil) bűvöletébe esik, a bábjátékok során felszínre kerül az elnyomott gyermekkori trauma: apja megölette az anyját. Csangszeng (Jang-saeng) megneszeli, hogy a király megszállott ragaszkodása a csinos fiúhoz nem fog jóra vezetni és azt javasolja Konggil (Gong-gil)nek, meneküljenek el a palotából, amíg lehet. Konggil (Gong-gil) azonban megsajnálja a gyötört lelkű királyt, és maradni akar, egészen addig, amíg egy őrült rohama során a király saját kezével le nem mészárolja apja ágyasait, akkor érti meg, hogy a király menthetetlenül beteg és veszélyes.
Nokszu (Nok-su) mindeközben mindent elkövet, hogy bajba keverje új „riválisát” és lemásolva Konggil (Gong-gil) kézírását, a királyt kritizáló plakátot készít. Csangszeng (Jang-saeng) magára vállalja a tettet, hogy mentse a fiút, s tömlöcbe kerül. Cshoszon (Cheo-seon) eunuch elengedi a férfit azzal, hogy el kell felejtenie Konggil (Gong-gil)t és elhagyni a palotát azonnal. Csangszeng (Jang-saeng) erre képtelen, inkább kora reggel felmászik a kötélre és hangos játékkal kritizálja a királyt, aki saját íjával kényszeríti földre a komédiást, majd Konggil (Gong-gil) szeme láttára megvakíttatja. Konggil (Gong-gil) megpróbál öngyilkos lenni, de az orvosok megmentik az életét. A király arra kényszeríti Csangszeng (Jang-saeng)et, hogy vakon kötéltáncoljon, Konggil (Gong-gil) pedig vele tart. A fiú megkérdi társát, ha újjászületne, mi akarna lenni, arisztokrata-e, netán király; mire Csangszeng (Jang-saeng) azt feleli: komédiás, és Konggil (Gong-gil) egyetért vele.
A film végén felkelők törnek be a palotába, hogy letaszítsák az őrült kényurat trónjáról, miközben a két komédiás a kötélen táncol felettük, majd a záró képsorokon a társulat idilli képét idézik fel, ahogy táncolva-énekelve szaladnak a mezőn.

## Szereplők

### Főszereplők[4]
- Kam Uszong (감우성, Kam Woo-seong) mint Csangszeng (장생, Jang-saeng)

Csangszeng (Jang-saeng) vándorkomédiás társulatban él, a csulthagi (줄타기, jultagi), azaz a kötélen egyensúlyozás és az akrobatika mestere. Erős, férfias és karizmatikus ember, aki nem hagyja, hogy szeretteit bántsák, és hű saját elveihez és értékrendjéhez.
- I Dzsungi (이준기, Lee Joon-gi) mint Konggil (공길, Gong-gil)

Konggil (Gong-gil) szinte teljes ellentéte Csangszeng (Jang-saeng)nek, ő is vándorkomédiás, és a két férfit igen szoros barátság, érzelmek kötik össze. Konggil (Gong-gil) rendkívül nőies, szinte törékeny alkat, a cirkuszi előadások során gyakran ölti magára a női szerepeket, felhívva ezzel magára az arisztokraták figyelmét, akiknek aztán előadás után kénytelen egyéb szolgáltatásokat is nyújtani: a társulat főnöke prostitúcióra kényszeríti.
- Csong Dzsinjong (정진영, Jung Jin-young) mint Jonszangun király (연산군, Yeonsangun király)

A király szinte az őrület határán lépdel, gyűlöli apját, aki megölette az édesanyját, mert az ágyasok állandóan rivalizáltak miatta. Gyermekkori traumája miatt labilis elmeállapotú, igen veszélyes emberré vált, aki kénye-kedve szerint gyilkol egy-egy őrületrohamot követően. Magányossága és visszafojtott, időnként felrobbanó dühe miatt irigyli és egyben igényli a vándorkomédiások szabad szellemét, vidámságát, és a szépséges Konggil (Gong-gil) az egyetlen, aki mellett igazán jól érzi magát.
- Kang Szongjon (강성연, Kang Seong-yeon) mint Csang Nokszu (장녹수, Jang Nok-su)

Kiszengből lett a király ágyasa, hataloméhes és csak magának akarja a királyt, emiatt féltékenység és irigység gyötri, amikor a király minden figyelmét egy fiatal férfinak, Konggil (Gong-gil)nak szenteli.

### További szereplők
- Csang Hangszon (장항선, Jang Hang-seon) mint Kim Cshoszon (김처선, Kim Cheo-seon), eunuch
- Ju Hedzsin (유해진, Yoo Hae-jin) mint Jukkap (육갑, Yuk-gab), komédiás
- Csong Szokjong (정석용, Jeong Seok-yong) mint Cshilduk (칠득, Chil-deuk), komédiás
- I Szunghun (이승훈, Lee Seung-hun) mint Phalbok (팔복, Pal-bok), komédiás

## Háttér, forgatás

### Előzmények, szereplőválogatás

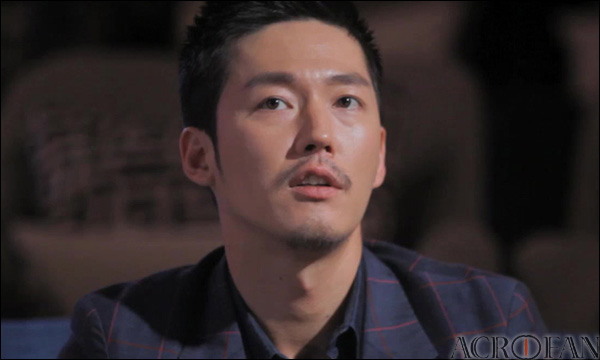
Csang Hjok (Jang Hyuk), aki sorkatonai behívója miatt nem vállalhatta a főszerepet

A király szerepében Csong Dzsinjong (Jung Jin-young), az eunuch szerepében Csang Hangszon (Jang Hang-seon)

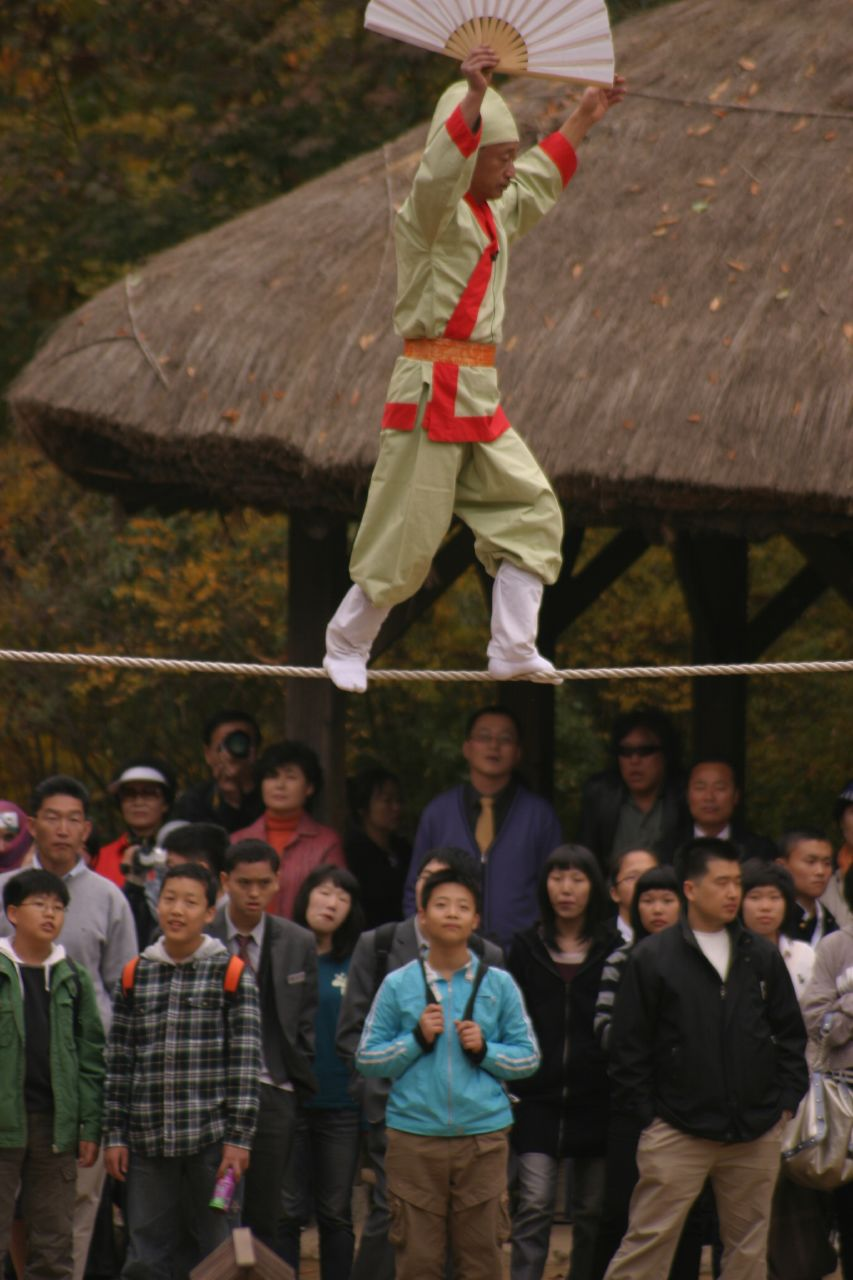
Csulthagit (koreai kötéltáncot) előadó akrobata a Koreai Szabadtéri Néprajzi Múzeumban, ahol a film egy részét forgatták

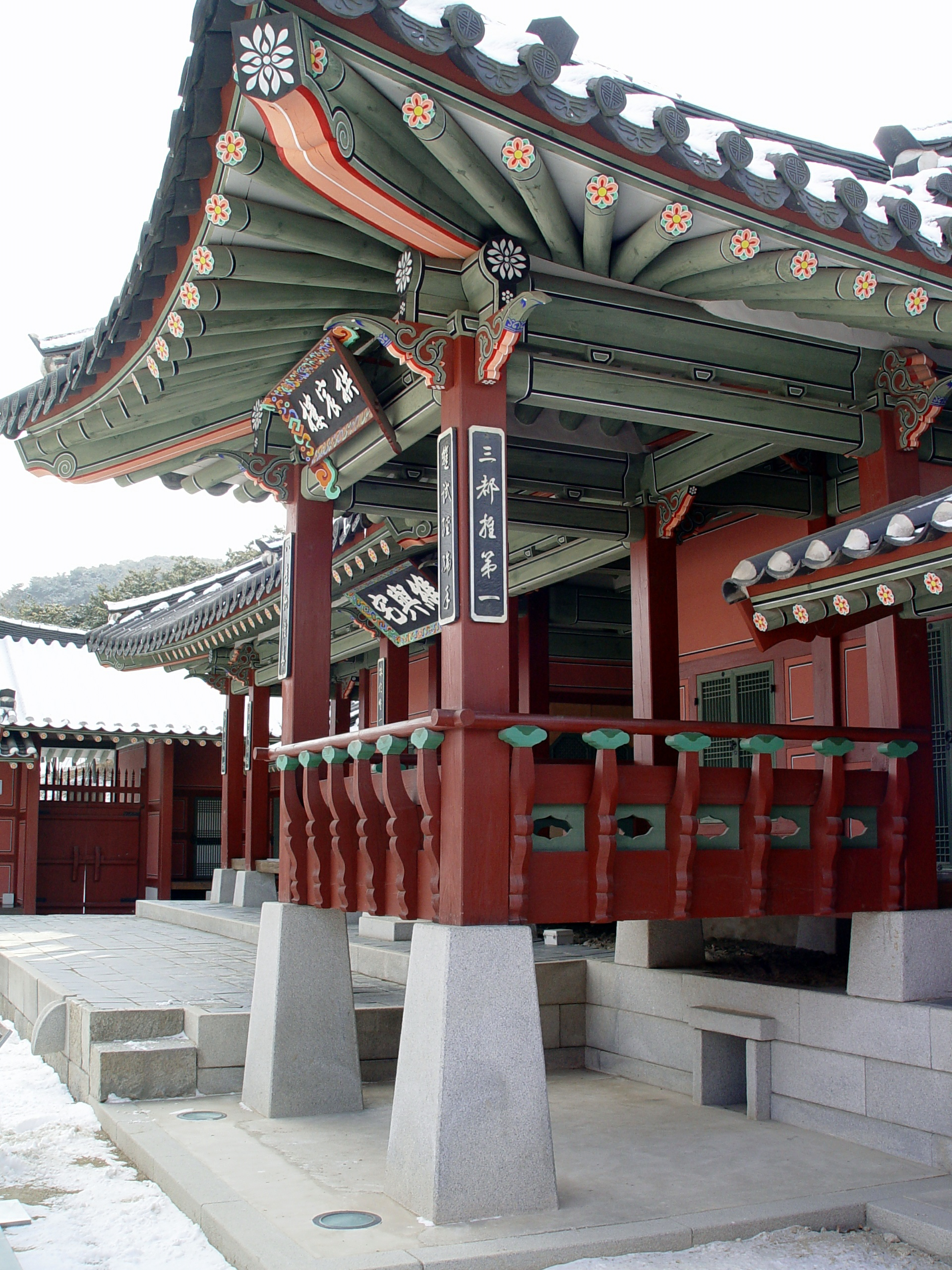
Henggung (Haenggung) palota

A film alig több mint négymilliárd vonból készült el, ami egy szaguk (sageuk) esetében igen alacsony költségvetésnek minősül. I Dzsunik (Lee Jun-ik) a gyártó Cineworld adósságai miatt Kang Uszok (강우석, Kang Woo-suk) rendező-producertől kért és kapott kamatmentes kölcsönt. I (Lee) már az 1990-es években gondolkodott történelmi dráma forgatásán, végül a tervező csapat egyik tagja ajánlotta neki Kim Theung (Kim tae-woong) I (Yi) című színdarabját, ami felkeltette a rendező érdeklődését. Az egyeztetések azonban nem mentek gond nélkül, Kim és I (Lee) másképp értelmezték a történetet, Kim számára Konggil (Gong-gil) volt a főszereplő, I (Lee)t azonban sokkal jobban érdekelte Csangszeng (Jang-saeng). Ráadásul Kim eleinte csak a profitorientált filmest látta a rendezőben, és nem tartotta érdemesnek a műve átdolgozására. A félreértéseket kiküszöbölték, és I (Lee) megkezdte a háttérkutatást: egyrészt a szinte elfeledett ősi művészet, a koreai komédiások (szadangphe (사당패, sadangpe)) életét, másrészt általánosságban az utazó cirkuszosok, udvari bohócok világát tanulmányozta, jórészt William Shakespeare művein keresztül. A rendező ugyancsak kikérte az egyik utolsó vándorkomédiás, Kim Gibok (김기복) véleményét is, aki úgy nyilatkozott, a vándor mutatványosokat régen koldusokként kezelték, ezért a férfi–férfi kapcsolat nem volt ritka az ilyen társulatokban, mivel szinte lehetetlen volt az így élő művészeknek feleséget találni, ennek ellenére az érzelmeken, a kötődésen, és nem a fizikai vonzalmon volt a hangsúly – filmjében I (Lee) is ezt kívánta hangsúlyozni.
Csangszeng (Jang-saeng) szerepére először Csang Hjokot (장혁, Jang Hyukot) kérték fel, azonban a színésznek be kellett vonulnia katonának, így a rendező I Bomszunak (이범수, Lee Beom-sunak) ajánlotta fel a lehetőséget, ő azonban Csang (Jang)gal való szoros barátsága miatt inkább visszautasította a szerepet, így végül Kam Uszong (Kam Woo-seong) kapta meg. Csong Dzsinjong (Jung Jin-young) korábban többször is dolgozott együtt I (Lee)vel, a rendező pedig azt javasolta neki, felejtse el Jonszangun király (Yeonsangun király) szokásos történelmi ábrázolását és koncentráljon az emberi érzelmekre, a király tettei mögött meghúzódó emberi, jellembeli motivációkra. Konggil (Gong-gil) szerepéhez először Pak Heilre (박해일, Park He-ilre) gondoltak, végül azonban mégis úgy döntöttek, meghallgatást rendeznek, amit végül az akkor még szinte ismeretlen I Dzsungi (Lee Joon-gi) nyert meg, akit korábban több száz meghallgatáson utasítottak el, mert „túl femininnek” találták az arcát.
A stáb szembe találta magát a helyszín problémájával is. Kevés pénzük volt, arra semmiképp nem volt elegendő, hogy saját díszletet építsenek. A Csang Hjok (Jang Hyuk) visszalépése miatt bekövetkezett több hónapnyi csúszás végül a segítségükre lett, az épp befejezett történelmi sorozat, az Immortal Admiral Yi Sun-sin meglévő díszletét használták, ezzel több százmillió vont spórolva meg.

### Forgatás
A komédiásokat alakító színészeket a hagyományos koreai népzenét játszó Norum Macshi (노름 마치, Noreum Machi) együttes és tánccsoport készítette fel a tradicionális hangszerek kezelésére és a színművek előadására mintegy két hónap alatt. Az akrobatikus mutatványokat és egyben a színészek ilyen irányú felkészítését az Anszong Namszadang Paudogi (안성 남사당 바우덕이, Anseong Namsadang Baudeogi) társulatra bízták. A kötéltáncos mutatványok nagy részét Kam Uszong (Gam Woo-Sung) maga végezte, csak a legveszélyesebb jelenetekben helyettesítette a tanára.
Az első előadás összetett jelenetének felvételére összesen egy napja volt a stábnak. Általában elég rövid idő alatt kellett mindent felvenniük, a híres „Te vagy ott, én itt vagyok”-jelenetet a dombtetőn például egyetlen óra alatt vették filmre, és ez volt az egyik jelenet, amit I Dzsungi (Lee Joon-gi)nak a meghallgatáson elő kellett adnia. A napszak miatt a környező táj szépségét nem sikerült úgy bemutatniuk, ahogy azt a rendező eltervezte, ezért digitális színjavítással próbáltak javítani rajta. A jelenetnél, ahol a két komédiás Hanjangban párbajra hívja a helyi társulatot, 150 statisztát alkalmaztak. A palotajelenetek felvételére mindössze három napjuk volt, és extrém időjárási körülmények nehezítették a munkát, rendkívül meleg volt, és időszakos záporok zavarták meg a munkát. A pekingi opera jelenetét eredetileg nem tervezték olyan látványosra, mint amilyenre sikerült, később döntöttek úgy, hogy színesítik a jelenetet.
I Dzsungi (Lee Joon-gi) Kam (Gam) javaslatát követve a forgatási szünetekben sem lépett ki a szerepéből, ritkán lehetett mosolyogni látni. A szerepre úgy készült, hogy a színházi bemutatók felvételeit tanulmányozta. A színész a forgatás során meg is sérült, a sötét díszletben egy lépcsőről zuhant le, kórházba szállították, de amint összevarrták a sebet a lábán, visszatért forgatni.
A kosztümök terén a tervező arra törekedett, hogy minél autentikusabbak legyenek. Mivel a kora 16. századi hanbok még nem volt olyan harsány színű, mint amit a nézők a korábbi történelmi filmekben megszokhattak, a ruhák egyszerűnek tűnnek, pasztellszíneket használtak és igyekeztek mellőzni a legtöbb filmben alkalmazott kínai hatást. Egyedül a pekingi opera jeleneténél tettek kivételt, ezzel a jelenettel hangsúlyozva a koreai és a kínai művészetek közötti különbséget. A jelenet nem korhű, mivel a 16. században ez a műfaj még nem létezett, így a koreai udvarban sem ismerhették.

### Helyszínek
A palotajelenetek egy részét az észak-csollai Puani (Buani) Vizuális Élményparkban forgatták, ahol a Cshangdokkung (Changdeokgung) palota egyes épületeinek korhű másai találhatóak, míg más jeleneteket a Hvaszong (화성, Hwaseong) erődben található Henggung (행궁, Haenggung) palotában vettek fel. A jelenetet, amikor Konggil (Gong-gil) a bambuszerdőben menekül a rá vadászó íjászok elől, az észak-csollai Kocshangban (고창, Gochangban) rögzítették, ugyanott, ahol A palota ékköve egyes jeleneteit is. A záró jelenetsor helyszínéül szolgáló völgy a Kjonggi (경기, Gyeonggi) tartománybeli Jangphjong (양평, Yangpyeong) megyében található, a Jumjongszan (유명산, Yumyeongsan) és a Tebuszan (대부산, Daebusan) hegyek között. Ugyancsak a közelben forgatták a jelenetet, ahol a két komédiás vaknak tetteti magát. A helyszínek közé tartozott még a Koreai Szabadtéri Néprajzi Múzeum Kjonggiban.

## Zene
A film zenéjében a hagyományos koreai hangszerek mellett a zeneszerző a vonós hangszerekre is erőteljesen támaszkodott.
Az összes szám szerzője I Bjongu (이병우, Lee Byung-woo).
| #   | Cím | Hossz |
| --- | --- | ----- |
| 1.  | 가려진 Karjodzsin (Elfátyolozva)                                                                            | 5:53  |
| 2.  | 먼길 Mongil (Hosszú út)                                                                                     | 1:35  |
| 3.  | 각시탈 Kaksithal (Női maszk)                                                                                | 0:48  |
| 4.  | 돌아올수 없는 Toraolszu omn-nun (Nincs visszaút)                                                            | 1:34  |
| 5.  | 너 거기 있니? 나 여기 있어 No kogi inn-ni? Na jogi isszo (Te ott vagy? Én emitt vagyok.)                    | 1:29  |
| 6.  | 세상속으로 Szeszangszoguro (A világba)                                                                      | 1:45  |
| 7.  | 위험한 제의 하나 Ühomhan csei hana (Veszélyes javaslat 1)                                                   | 0:45  |
| 8.  | 행복한 광대들 Hengbokhan kvangdedul (Boldog komédiások)                                                     | 1:32  |
| 9.  | 내가 왕이 맞느냐? Nega vangi mannunja? (Én vagyok a király vagy sem?)                                       | 0:49  |
| 10. | 위험한 제의 둘 Ühomhan csei dul (Veszélyes javaslat 2)                                                      | 0:45  |
| 11. | 꿈꾸는 광대들 Kkumkkunun kvangdedul (Álmodozó komédiások)                                                   | 1:01  |
| 12. | 수청 Szucshong (Szolgálólány)                                                                               | 1:07  |
| 13. | 인형 놀이 Inhjong nori (Játék a babákkal)                                                                   | 1:06  |
| 14. | 연정 Jondzsong (Romantikus érzelmek)                                                                        | 0:50  |
| 15. | 그림자 놀이 - 봉황은 울지 않는다 Kurimdzsa nori - Bonghvangun uldzsi anhnunda (Árnyjáték - A főnix nem sír) | 1:48  |
| 16. | 피적삼의 울음소리 Phidzsokszami urumszogi (A véres rongyok sikolya)                                         | 1:52  |
| 17. | 광대사냥 Kvangdeszanjang (Bohócvadászat)                                                                    | 1:40  |
| 18. | 광대의 죽음 Kvangdei csugum (A bohóc halála)                                                                | 0:45  |
| 19. | 어서쏴 Oszoszzva (Lőj hát)                                                                                  | 0:39  |
| 20. | 질투 Csilthu (Féltékenység)                                                                                 | 0:36  |
| 21. | 장생의 분노 Csangszengi punno (Csangszeng haragja)                                                          | 1:21  |
| 22. | 내가 썼소 Nega szossz-szo (Én írtam)                                                                        | 0:54  |
| 23. | 애원 Evon (Mentség)                                                                                         | 1:03  |
| 24. | 장생의 외침 Csangszengi öcshim (Csangszeng kiáltása)                                                        | 1:48  |
| 25. | 눈먼 장생 Nunmon Csangszeng (Vak Csangszeng)                                                                | 3:30  |
| 26. | 자궁속으로 Csagungszoguro (Az anyaméhbe)                                                                    | 1:24  |
| 27. | 반정의 북소리 Pandzsongi pukszori (Pandzsong dobolása)                                                      | 0:39  |
| 28. | 반허공 Panhogong (A levegőben)                                                                              | 3:56  |
| 29. | 에필로그 - 돌아오는길 Ephillogu - Toraonungil (Epilógus - Úton hazafelé)                                    | 3:22  |
| 30. | 반허공 Panhogong (gitár verzió) (A levegőben)                                                               | 3:54  |

## Fogadtatás

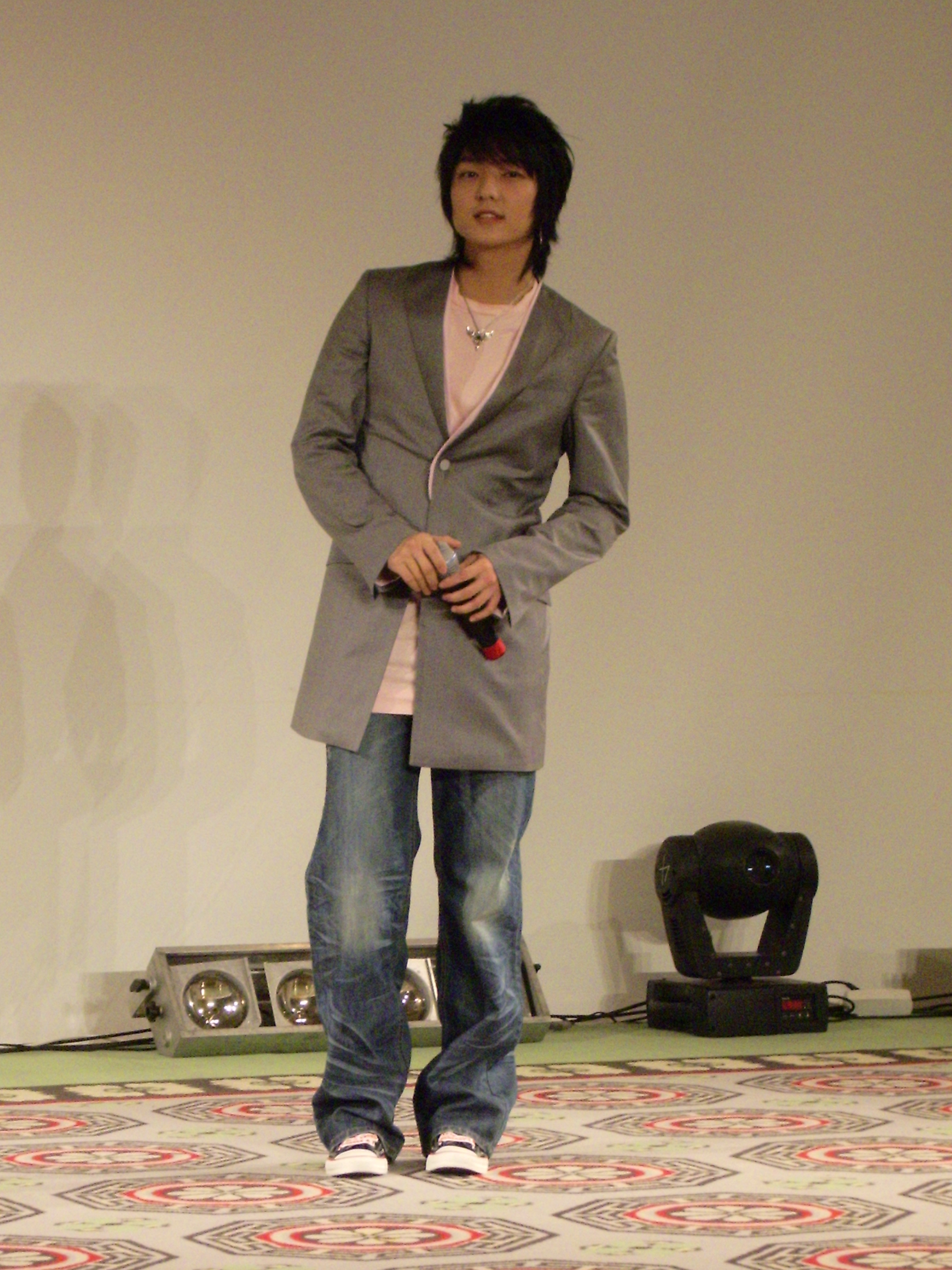
I Dzsungi a film rajongói találkozóján Csedzsu szigetén

Dél-Koreában a film minden idők legsikeresebb filmje lett, négy hónapig vetítették és összesen 12,3 millió jegyet adtak el rá, csak a fővárosban több mint 3,5 milliót. Az első héten 6,5 milliárd vonos bevétellel lett első az eladások tekintetében, nemzetközileg pedig összesen 74,4 millió amerikai dollárral zárt.
Az alacsonynak számító költségvetésből készült film sikere meglepő volt, különösen a tradicionális témáját és a homoszexuális felhangot tekintve. A siker a készítőket is meglepte, akik nem számítottak hárommilliónál több nézőre, különösen mivel sem a rendező, sem a színészek nem tartoztak a sztárok közé, mint például a Thegukki vagy a Silmido című, hasonlóan több mint tíz millió főt vonzó mozik esetében. Dél-Korea úgy döntött, ezt a filmet indítja a 2006-os legjobb idegen nyelvű filmnek járó Oscar-díjért.
A filmet a hazai és a külföldi kritikusok is jól fogadták, azonban a Twitch Film kritikusa megjegyzi, hogy a nyugati média jobbára a homoszexualitásra, a király Konggil (Gong-gil) iránti megszállottságára és a két komédiás közötti kimondatlan szerelemre koncentrált, a Brokeback Mountain – Túl a barátságon című filmhez hasonlítva az alkotást, ami a Twitch Film szerint egyáltalán nem a film központi témája. A rendező többször is hangsúlyozta, hogy a filmben megjelenített homoszexualitás nem igazodik a nyugati nézők elképzeléseihez: „Ez nem olyan homoszexualitás, mint amit Nyugaton ismernek. Nem olyan, mint a Brokeback Mountainben. Ott a homoszexualitás a végzet, nem pedig választás eredménye. Itt [A király és a bohócban] viszont [szükséges] gyakorlat.”
A DVDTalk kritikusa, Thomas Spurlin dicsérte a színészek alakítását, és különösen kiemelte I Dzsungit (Lee Joon-git), aki szerinte remek választás volt az igen kényes szerepre. Ezzel szemben a Flixist kiábrándítónak tartotta a színész játékát egyes jelenetekben, a filmet azonban „fantasztikusnak” ítélte, az angol nyelvű feliratok túlzott shakespeare-i jellegétől eltekintve. A Twitch Film és a Koreanfilm.org is egyaránt a kiváló történetmesélési technikának tulajdonítja a film kivételes sikerét, annak, hogy a nézők minden korosztályát képes volt megszólítani, időseket és fiatalokat egyaránt, különösebb marketing nélkül is. Utóbbi kritikus a két főszereplő játékát is kiemelte: „A jól kidolgozott cselekményen kívül a film igazi fénypontja mégis a két komédiás szerepjátéka. Mindkét színész lenyűgöző a szópárbajokban és az előadások alatti elragadtatásukat tekintve; az ember azt kívánja, bárcsak több ilyen jelenet lenne.”
Az alkotás az akkor kezdő színész I Dzsungit (Lee Joon-gi) azonnal sztárrá emelte, és a Koreanfilm.org megjegyzi, hogy általánosan az a vélekedés, I (Lee) beválogatása miatt sikerült a filmre rekordmennyiségű jegyet eladni. A színész maga úgy nyilatkozott: „A nőies szerep újdonság volt számomra, és élveztem, hogy gyönyörűnek neveztek”, azonban azt is hozzátette, nem szeretné, ha beskatulyáznák a szerep miatt.

## Díjak és elismerések
2006 Blue Dragon Film Awards
- Legjobb filmzene – I Bjongu (Lee Byeong-woo)
- Legjobb film (jelölés)
- Legjobb színész – Kam Uszong (Gam Woo-seong) (jelölés)
- Legjobb rendező – I Dzsunik (Lee Jun-ik) (jelölés)
- Legjobb férfi mellékszereplő – Ju Hedzsin (Yoo Hae-jin) (jelölés)
- Legjobb női mellékszereplő – Kang Szongjon (Kang Seong-yeon) (jelölés)
- Legjobb művészeti rendezés – Kang Szungjong (Kang Seung-yong) (jelölés)
- Legjobb vizuális effektek (jelölés)
- Legjobb új színész – I Dzsungi (Lee Joon-gi) (jelölés)

2007 Deauville American Film Festival
- Zsűri díja

2006 Grand Bell Awards
- Legjobb film
- Legjobb színész – Kam Uszong (Gam Woo-seong)
- Legjobb rendező – I Dzsunik (Lee Jun-ik)
- Legjobb férfi mellékszereplő – Ju Hedzsin (Yoo Hae-jin)
- Legjobb forgatókönyv – Cshö Szokhvan (Choi Seok-hwan)
- Legjobb operatőri munka
- Legjobb új színész – I Dzsungi (Lee Joon-gi)
- Legjobb női mellékszereplő – Kang Szongjon (Kang Seong-yeon) (jelölés)
- Legjobb művészeti rendezés – Kang Szungjong (Kang Seung-yong) (jelölés)
- Legjobb jelmez (jelölés)
- Legjobb vágás – Kim Dzsebom (Kim Jae-beom) és Kim Szangbom (Kim Sang-beom) (jelölés)
- Legjobb zene – I Bjongu (Lee Byeong-woo) (jelölés)
- Legjobb hang (jelölés)

2006 Korean Film Awards
- Legjobb új színész – I Dzsungi (Lee Joon-gi)
- Legjobb film (jelölés)
- Legjobb rendező – I Dzsunik (Lee Jun-ik) (jelölés)
- Legjobb női mellékszereplő – Kang Szongjon (Kang Seong-yeon) (jelölés)
- Legjobb művészeti rendezés – Kang Szungjong (Kang Seung-yong) (jelölés)

2006 Paeksang Arts Awards
- Legjobb új színész – I Dzsungi (Lee Joon-gi)
- Zsűri díja
- Legjobb film (jelölés)
- Legjobb színész – Kam Uszong (Gam Woo-seong) (jelölés)
- Legjobb rendező – I Dzsunik (Lee Jun-ik) (jelölés)
- Legjobb forgatókönyv – Cshö Szokhvan (Choi Seok-hwan) (jelölés)

## Fordítás
- Ez a szócikk részben vagy egészben  a   King and the Clown című angol Wikipédia-szócikk ezen változatának fordításán alapul.  Az eredeti cikk szerkesztőit annak laptörténete sorolja fel. Ez a jelzés csupán a megfogalmazás eredetét és a szerzői jogokat jelzi, nem szolgál a cikkben szereplő információk forrásmegjelöléseként.